# Interpretativer Journalismus
Als interpretativen Journalismus bezeichnet man eine Form des Journalismus, der durch Erweiterung um Hintergrundinformationen die Möglichkeit gibt, sich eine Meinung dazu zu bilden. Interpretativer Journalismus ist auch als erklärender oder aufklärender Journalismus bekannt.
Im Unterschied zum Meinungsjournalismus, der zu den Themen selbst Stellung nimmt, versucht der interpretative Journalismus, objektiv zu berichten und daher mehrere Standpunkte zu zitieren. Der Journalist kann jedoch durch Auswahl und Ordnung dieser Standpunkte trotzdem eine bestimmte Meinung vertreten.
Im deutschsprachigen Raum ist statt der Begriffe "Meinungsjournalismus", "interpretativer Journalismus" oder "Informationsjournalismus" die Unterteilung in informationsorientierte und meinungsbetonte Darstellungsformen nach Walther von La Roche üblich.

## Geschichte
Die Bezeichnung interpretativer Journalismus ist im deutschsprachigen Raum nicht üblich. Walther von La Roche ordnet journalistische Darstellungsformen wie die Reportage oder das Feature eindeutig den informierenden Darstellungsformen zu. 
Anfang der 1980er Jahre brachte Eckart Klaus Roloff durch sein Buch „Journalistische Textgattungen“ die Bezeichnung „interpretierende Darstellungsformen“ in die Journalismus-Lehre ein. Dazu zählt er z. B. Reportagen, Features, Porträts, Essays, Interviews und Bildunterschriften. Die Bezeichnung setzte sich jedoch nicht durch.
Der interpretative Journalismus nahm laut Felix Diesselhoff seinen Anfang in den USA kurz nach dem Ersten Weltkrieg, als erste Zeitschriften erschienen, die tiefgründig über bestimmte Ereignisse berichteten. Populär wurden diese Magazine besonders nach der Weltwirtschaftskrise 1929, als viele Menschen über die Hintergründe dieser Krise informiert werden wollten. In den 1950er- und 1960er-Jahren etablierte er sich auch in Zeitungen, später auch im Radio und im Fernsehen. 
Ab den 1990er-Jahren vermischte sich der interpretative Journalismus im Rahmen des Bürgerjournalismus im World Wide Web mit dem Meinungsjournalismus, eine Tendenz, die auch traditionelle Medien langsam erfasst.

## Merkmale
Die Basis für den interpretativen Journalismus bildet die Nachricht. Durch das Hinzufügen von erweiterten Informationen aus verschiedenen Quellen ergibt sich die Interpretation des Journalisten, die so objektiv wie möglich ist und dem Leser den Hintergrund des Ereignisses vermittelt.
Besonders wichtig im interpretativen Journalismus ist die Auswahl der Quellen. Ein hochwertiger interpretativer Artikel enthält Quellen diverser Art und vor allem von diversen Standpunkten. Eine wichtige Rolle spielen hier die Meinungen von in die Nachricht verwickelten Protagonisten, aber auch von Experten, die mit dem jeweiligen Thema vertraut sind.

## Genres
Das Musterbeispiel für interpretativen Journalismus in Druckmedien – in Zeitungen und insbesondere in Zeitschriften – ist der Hintergrundbericht. Er gibt einen Überblick über die Entwicklung hin zu einem aktuellen Ereignis und gibt verschiedene Standpunkte wieder, unter ihnen die von den Protagonisten des Ereignisses – z. B. Politikern – sowie von Experten und teilweise auch von anderen Journalisten. Abgerundet wird der Bericht durch Daten und Statistiken sowie seit den 1980er Jahren oft auch durch Grafiken bzw. Diagramme, die die Ereignisse vereinfacht darstellen.
Die Reportage bezieht Beobachtungen des Journalisten ein. 
Das Interview ist eine wichtige Quelle für Hintergrundberichte und Reportagen. Im indirekten oder gemischten Stil bezieht es auch Hintergrundinformationen und persönliche Eindrücke des Journalisten mit ein. Der Unterschied zwischen beiden Formen ist, dass das Interview im indirekten Stil den Befragten hauptsächlich in indirekter Rede zu Wort kommen lässt, während beim gemischten Stil der Journalist das für Interviews typische Frage-Antwort-Schema nur teilweise durch weitere Informationen ergänzt.